# Q-taro Hanamizawa
花見沢・Q太郎
Œuvres principales
Première œuvre : Natsu no hi
Autres ouvrages :
- Rec

Q-taro Hanamizawa (花見沢・Q太郎, Hanamizawa Q-taro) est un scénariste et mangaka japonais, principalement connu pour son manga Rec, adapté en série d'animation en 2006.

## Œuvres
- Natsu no hi (夏の日, Tsukasa-shobō (司書房))
- Tsuki-ke no ichizoku (月家の一族, Tsukasa-shobō / Daitosha (大都社))
- Hiyoko (ひよこ, Tsukasa-shobō, collection)
- Suika to umi to taiyō to (スイカと海と太陽と, Tsukasa-shobō / Daitosha)
- Chimachima haisukūru (ちまちまはいすくーる, 1996, Shōnen Gahōsha (少年画報社))
- Tsūkai suzuran-dōri (痛快すずらん通り, 1997, Shōnen Gahōsha)
- The☆HanaQ World (ザ☆花Ｑワールド, Tsukasa-shobō, collection)
- Honey Blue (ハニーブルー, 1998, Shōnen Gahōsha)
- Bōken doki no watashitachi densetsu (冒険どきの私達伝説, 1997-1998, Shūeisha (集英社))
- Shiroi gekkō (白い月光, Shōnen Gahōsha, 2 volumes)
- Ohi-sama (おひさま, 1999, Tsukasa-shobō, collection, interdit aux moins de 18 ans)
- Momoiro sango (ももいろさんご, 2000-2008, Shōnen Gahōsha, 13 volumes)
- BWH (2001-2002, Shūeisha, 3 volumes)
- Dendō-zamurai (電動侍, Daitosha)
- Hanagoyomi (花ごよみ, Tsukasa-shobō, collection)
- Rec (REC, 2003-2013, Shōgakukan(小学館), 16 volumes)
- Nagi (NAGI / ナギ, 2003-2004, Shōnen Gahōsha)
- Hanamizawa Q-tarō THE WORLD earlytime collection (Tsukasa-shobō)